# Gruppo Ładoś
Il gruppo Ładoś è il nome dato a un gruppo di diplomatici polacchi e attivisti ebrei che durante la seconda guerra mondiale elaborarono in Svizzera un sistema di contraffazione di passaporti latinoamericani per salvare gli ebrei europei dalla Shoah.

## Composizione del gruppo
Il gruppo era composto da quattro diplomatici della delegazione polacca a Berna, da un rappresentante del Comitato di assistenza alle vittime ebraiche della guerra (RELICO), istituito dal Congresso ebraico mondiale, e da un rappresentante di Agudat Yisrael. Cinque membri su sei avevano la cittadinanza polacca, metà erano ebrei.
I membri del gruppo Ładoś:
- Aleksander Ładoś (1891-1963), inviato polacco a Berna negli anni 1940-1945;
- Abraham Silberschein (1881-1951), avvocato, attivista sionista, deputato prebellico del Sejm della Repubblica di Polonia, fondatore del comitato di salvataggio RELICO;
- Konstanty Rokicki (1899–1958), console polacco a Berna nel 1939–1945;
- Chaim Yisroel Eiss (1876-1943), mercante nato a Ustrzyki,[7] figura di spicco di Agudat Yisrael, residente a Zurigo;
- Stefan Ryniewicz (1903-1987), consigliere della delegazione polacca negli anni 1938-1945, vice di Aleksander Ładoś;
- Juliusz Kühl (1913–1985), addetto della delegazione polacca in Svizzera.

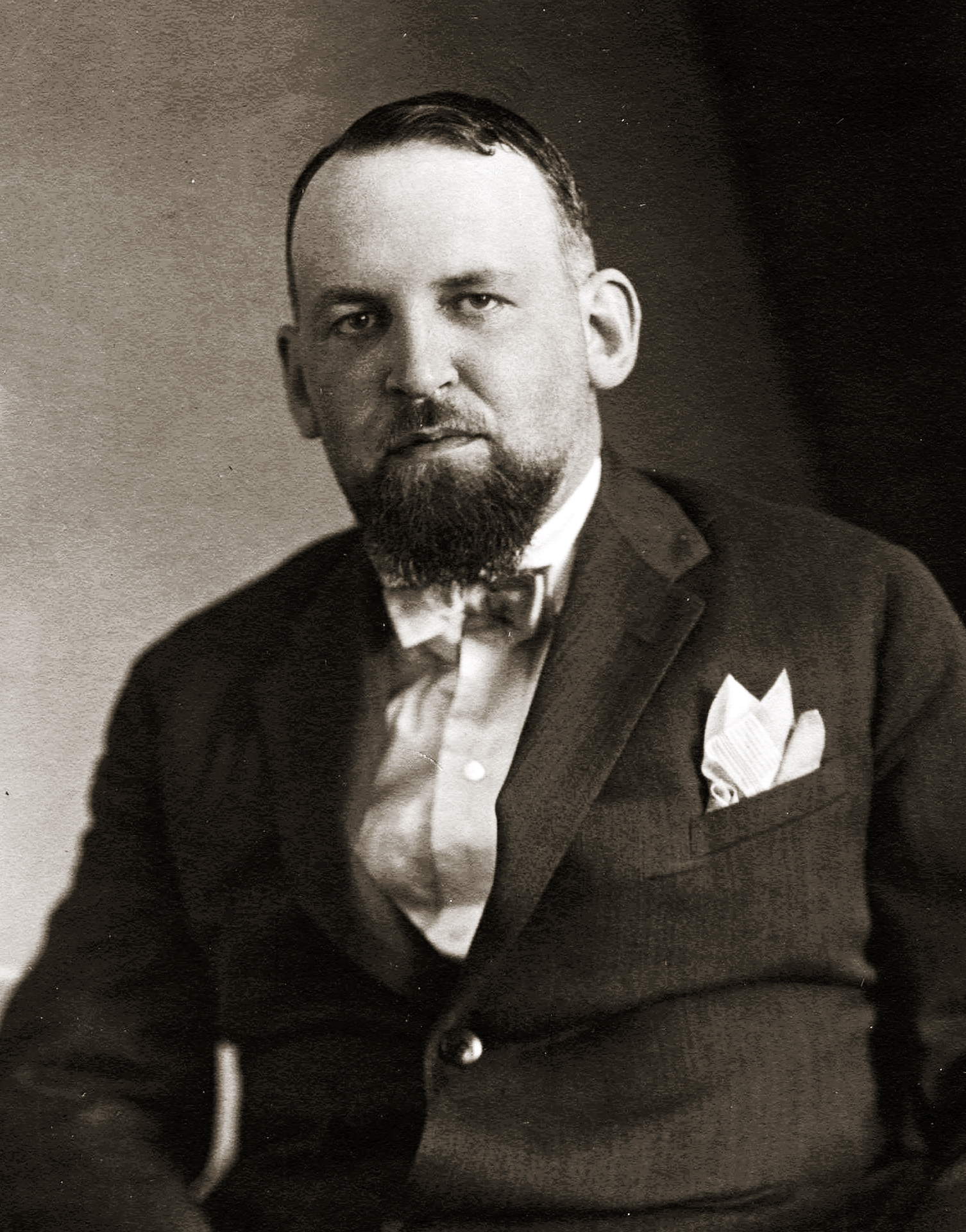
Aleksander Ładoś
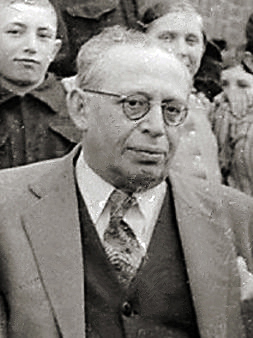
Abraham Silberschein
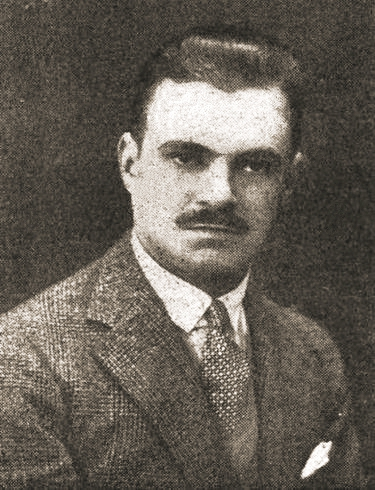
Konstanty Rokicki
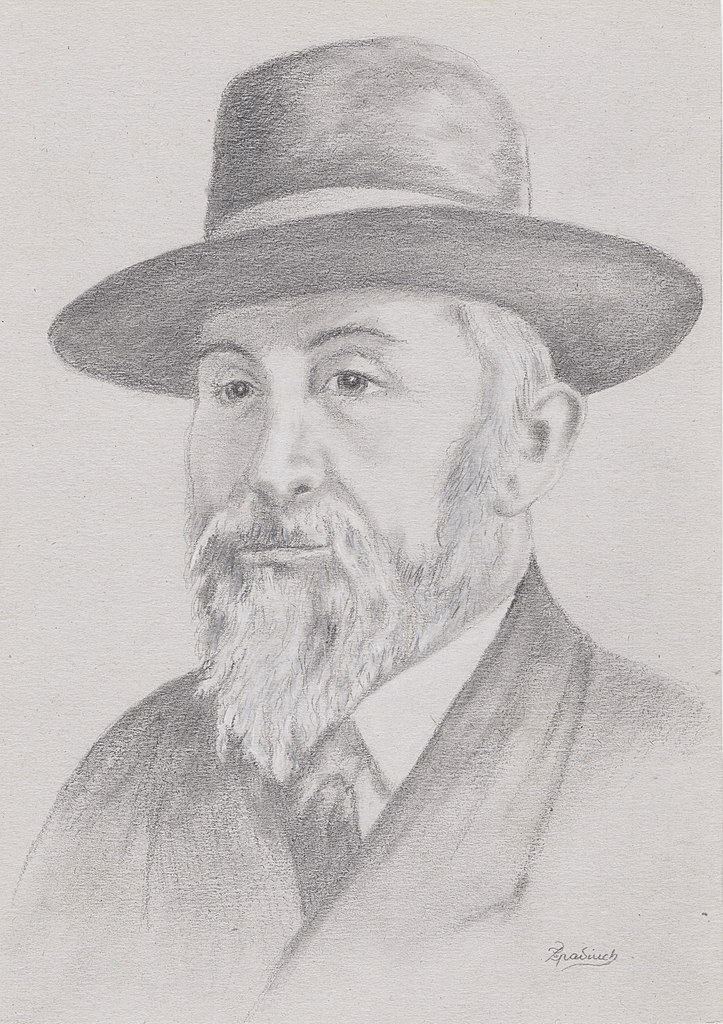
Chaim Eiss
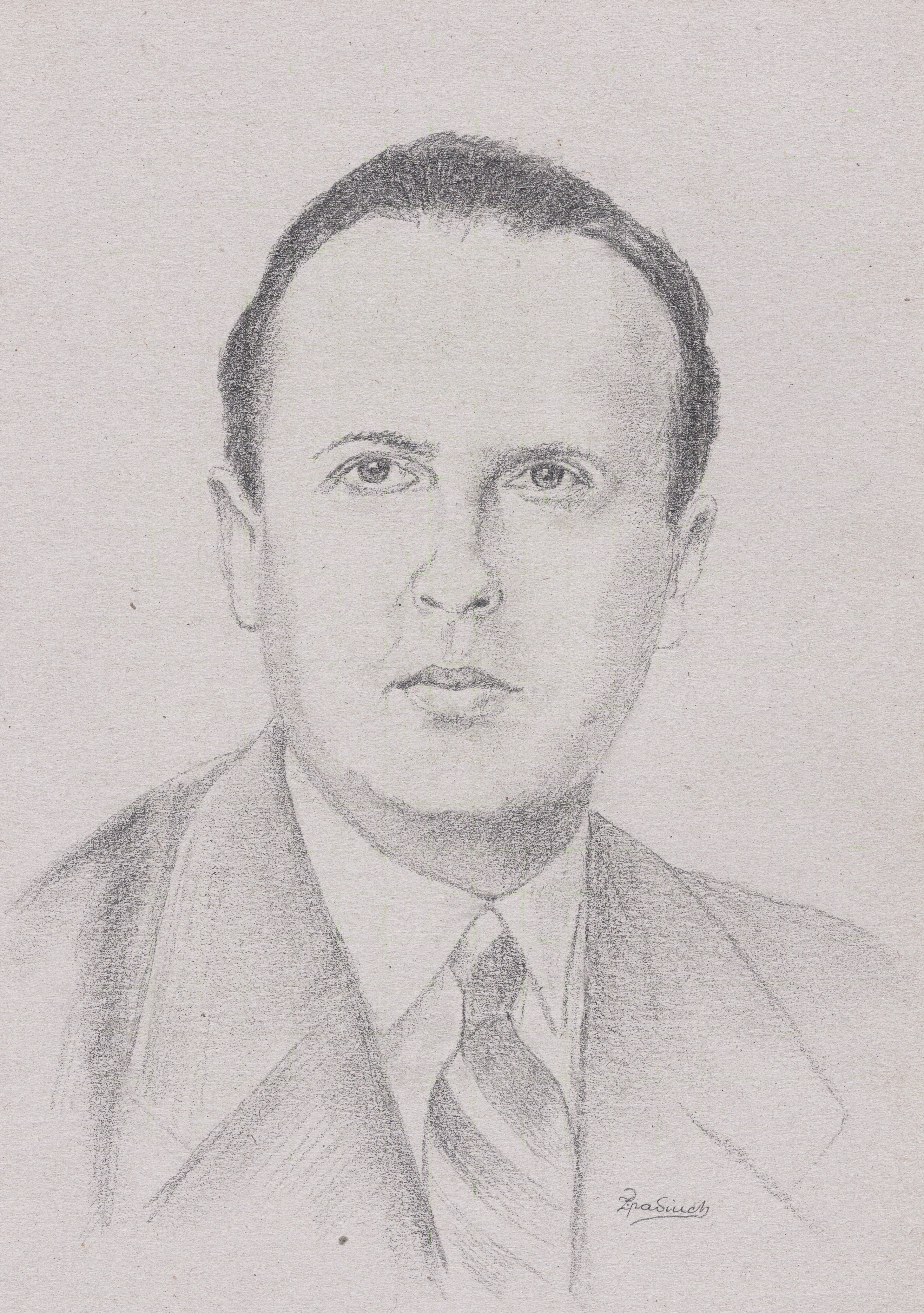
Stefan Ryniewicz
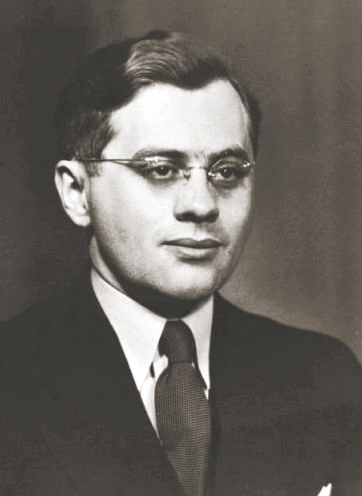
Juliusz Kühl

Il gruppo Ładoś non aveva una struttura formale e le connessioni tra i suoi membri erano asimmetriche. Konstanty Rokicki era il membro maggiormente coinvolto nell'acquisizione dei passaporti in bianco e nella loro compilazione; Abraham Silberschein, Chaim Yisroel Eiss e Alfred Schwarzbaum (un attivista ebreo rifugiato proveniente da Będzin) si occupavano di contrabbandare passaporti, foto e dati personali tra Berna e l'Europa occupata dai tedeschi, oltre a finanziare in modo sostanzioso l'operazione. Il ruolo di Aleksander Ładoś e Stefan Ryniewicz era quello di assicurare l'appoggio del corpo diplomatico bernese ed impedire che l'operazione venisse interrotta dalle autorità svizzere. Entrambi intervennero nella vicenda nel 1943, confrontandosi con il ministro degli esteri svizzero Marcel Pilet-Golaz e il capo della polizia Heinrich Rothmund. Juliusz Kühl, che allo scoppio della guerra era un ventiseienne laureato presso l'Università di Berna, agevolò i contatti tra le organizzazioni ebraiche e la delegazione. Negli anni successivi fu nominato anche vicedirettore della divisione consolare. È probabile che si occupò anche del trasporto illegale dei passaporti in bianco.

## Contesto storico
Nel settembre 1939 la Polonia fu invasa dalla Germania nazista e dall'Unione Sovietica e divisa in due zone di occupazione: quasi 36 milioni di cittadini polacchi, inclusi oltre 3 milioni di ebrei, finirono sotto il dominio tedesco e sovietico. In conformità con la costituzione del 1935, il presidente Ignacy Mościcki nominò Władysław Raczkiewicz come suo successore, e a Parigi fu formato un nuovo governo polacco in esilio che iniziò a ricostruire le forze armate in Francia. Il governo, guidato ora dal generale Władysław Sikorski, prese il controllo di tutte le proprietà dello Stato polacco all'estero, compresa la rete delle sedi diplomatiche.
Dopo l'invasione tedesca della Francia il governo si trasferì a Londra, da dove continuò a combattere contro i tedeschi. Nell'Europa occidentale il governo polacco in esilio era rappresentato dalle delegazioni presenti in Svizzera, Portogallo, Spagna e Svezia. Gli altri paesi passati sotto l'occupazione tedesca (o comunque sotto la pressione tedesca) chiusero le sedi diplomatiche polacche. In Svizzera la delegazione si trovava a Berna in Elfenstrasse, nel distretto diplomatico di Kirchenfeld. Nel 1940 fu affittato un altro edificio che ospitava una sezione consolare, a Thunstrasse.
Dall'aprile 1940 la delegazione era guidata da Aleksander Ładoś (inviato in Lettonia nel 1923-26 e console a Monaco nel 1927-31). Ładoś lasciò la Polonia dopo l'invasione e per un breve periodo prestò servizio come membro del governo di Władysław Sikorski. Quando assunse l'incarico a Berna, gli altri tre diplomatici lavoravano già lì: Ryniewicz dal 1938 e Kühl e Rokicki dal 1939. Rokicki e Ryniewicz si conoscevano dai tempi del loro precedente incarico a Riga (1934-1936) ed erano probabilmente amici intimi. Solo a Berna incontrarono Kühl e Ładoś. Abraham Silberschein, che avrebbe dovuto essere il delegato per il 21º Congresso sionista, arrivò a Ginevra da Leopoli poco prima della guerra. Chaim Yisroel Eiss risiedeva in Svizzera già da tempo e aveva un negozio a Zurigo. Entrambi i rappresentanti delle organizzazioni ebraiche non si conoscevano prima della guerra e politicamente erano molto distanti.

## Produzione dei passaporti
Secondo Juliusz Kühl, l'idea di produrre i passaporti falsi nacque alla vigilia del 1940 e non aveva alcun collegamento con l'Olocausto. Diverse dozzine di documenti paraguaiani furono contraffatti con l'obiettivo di consentire agli ebrei influenti delle aree occupate dall'Unione Sovietica di fuggire attraverso il Giappone.
La delegazione identificò un console onorario del Paraguay, il notaio bernese Rudolf Hügli, disposto a vendere passaporti in bianco, e ne acquistò una trentina. Non si sa chi li compilò e come furono inviati in Unione Sovietica. Inizialmente si riteneva che bisognasse agire caso per caso, per non svelare lo schema. Negli anni successivi continuò la produzione di documenti simili. L'esempio più noto è il passaporto ottenuto da Eli Sternbuch per la sua futura moglie Guta Eisenzweig e sua madre nel novembre 1941. La famiglia Sternbuch lo ricevette tramite Juliusz Kühl, ma non si sa chi lo realizzò materialmente. Lo studio di Yad Vashem del 1957 fa pensare che ce ne fossero più di uno, in particolare nel 1941 durante l'invasione tedesca dell'Unione Sovietica e dopo la creazione dei ghetti ebraici. In alcuni casi i possessori di tali documenti furono esonerati dall'obbligo sia di vivere nei ghetti che di indossare una fascia con la stella di David. 
La produzione di passaporti su larga scala iniziò nel 1942, dopo la conferenza di Wannsee, quando fu deciso lo sterminio di massa degli ebrei europei. Da quel momento i passaporti dei paesi latinoamericani proteggevano dalla deportazione nei campi di sterminio della Germania nazista: infatti, i loro titolari furono inviati nei campi di internamento in Germania e nella Francia occupata.
All'inizio l'operazione fu gestita in modo caotico, il che aumentava la probabilità di contrattempi. Per questo motivo nel 1942 la delegazione si rivolse ad Abraham Silberschein. In un interrogatorio della polizia, Silberchein raccontò:«Ho avuto un incontro presso la delegazione polacca a Berna con il signor Ryniewicz e il signor Rokicki, che gestisce la sezione consolare. Entrambi i signori mi hanno fatto  notare che alcune persone in Svizzera si occupavano di fornire i passaporti dei paesi latinoamericani ai polacchi che si trovano nei paesi occupati dalla Germania. Questi passaporti consentono ai loro titolari di migliorare la loro situazione. Si trattava di un vero "mercato nero" dei passaporti. I signori della delegazione hanno espresso il desiderio che io prendessi in mano la faccenda, cosa che ho fatto anche per conto di RELICO.

## I passaporti sudamericani

### Paraguay
Il fulcro del progetto era l'asse RELICO - delegazione: Silberschein avrebbe mandato gli elenchi di persone destinate a diventare titolari del passaporto a Rokicki, che li avrebbe poi registrati per fabbricare i passaporti paraguaiani.
Un tipico scambio di corrispondenza tra Silberschein e Rokicki nel 1942-1943 consisteva in una lettera con l'elenco delle persone alle quali rilasciare i documenti che Silberschein inviava a Rokicki, che a sua volta inviava poi a Silberschein i passaporti compilati o le copie autenticate da un notaio e una lettera del console Rudolf Hügli, in cui i titolari dei passaporti venivano informati di aver ricevuto la cittadinanza paraguaiana. Inoltre, furono emessi molti singoli certificati di cittadinanza paraguayana. Gli elenchi dei destinatari di tali documenti annoverano diverse migliaia di nomi. A prima vista sembra che la stragrande maggioranza dei passaporti del Paraguay sia stata rilasciata tra il 18 e il 30 dicembre 1942 e nessuno nel 1943.
La corrispondenza tra Silberschein e Rokicki disponibile negli archivi di Yad Vashem indica che questi passaporti erano stati retrodatati (vi sono prove che diversi passaporti del 30 dicembre 1942 furono emessi nell'autunno del 1943). In quasi tutti i passaporti del Paraguay è individuabile la grafia di Konstanty Rokicki, ma diversi sono compilati anche con una grafia diversa; l'ipotesi più probabile è che sia di Juliusz Kühl o di Stefan Ryniewicz, egli stesso un console esperto. I passaporti furono rilasciati ai cittadini ebrei della Polonia, Paesi Bassi, Slovacchia e Ungheria, oltre che a quelli privati della cittadinanza tedesca.
I numeri dei passaporti trovati negli archivi di Silberschein da Yad Vashem fanno pensare che ne siano state prodotte almeno tre serie, per un totale di almeno 1056 documenti. In molti casi nel passaporto venivano inserite più persone, e il numero di beneficiari complessivo potrebbe essere stimato in circa 2.100 persone. Per ogni passaporto i diplomatici polacchi Rokicki, Kühl e Ryniewicz versavano a Rudolf Hügli tra i 500 e i 2.000 franchi svizzeri, il che gli fece realizzare entrate enormi. A titolo di confronto, lo stipendio mensile di Aleksander Ładoś era pari a 1.800 franchi, quello di Juliusz Kühl di 350 franchi.

### Perù ed El Salvador
Nel 1943 Silberschein stabilì dei contatti con il console del Perù a Ginevra, José Barreto, il quale gli consegnò 28 passaporti per 10-12.000 franchi. Il console generale del Perù, informato di questa manovra, licenziò Barreto. Il caso fece scoppiare una discussione tra Silberschein e Ryniewicz, che accusò l'ex console di agire di propria iniziativa e di dare alla questione un contorno da cospirazione. Dalla corrispondenza risulta che l'ambasciata polacca richiese informazioni complete in merito. Ryniewicz intervenne poi con successo per salvare Barreto e coprire il caso e incentivò un'analoga azione da parte della delegazione polacca a Lima.
Nel 1943 Silberschein si mise in contatto con un impiegato ebreo del Consolato generale di El Salvador a Ginevra, George Mantello. Mantello, molto probabilmente con il consenso del suo console, Arturo Castellanos, gli consegnò i passaporti completi e i certificati di cittadinanza. La delegazione polacca fu probabilmente informata del numero di passaporti rilasciati e dei contatti tra Silberschein e Mantello, ma non ci sono prove che abbia partecipato alla produzione dei documenti. Arturo Castellanos fu dichiarato Giusto tra le Nazioni nel 2010 da Yad Vashem.

### Honduras, Haiti e altri paesi
Per i passaporti dell'Honduras Silberschein contattò direttamente Anton Bauer, l'ex console onorario dell'Honduras, che rubò il timbro e riuscì a contraffare i documenti nel suo ufficio di Berna. Le lettere di Silberschein venivano indirizzate alla figlia di Bauer, Isabella. In un caso, tuttavia, si ravvisa l'acquisizione dei passaporti tramite Rokicki. Il 27 maggio 1943 Silberschein gli chiese di procurare una serie di passaporti per il giorno successivo, e poco dopo furono rilasciati almeno due passaporti honduregni.

## Risultato degli sforzi di salvataggio
Nel gennaio 1944, Silberschein riferì che circa 10.000 persone furono salvate dalla deportazione nei campi di sterminio tedeschi. Secondo lui, i possessori di passaporti latinoamericani sarebbero stati collocati nei campi di internamento di Tittmoning, Liebenau e Bölsenberg in Germania e nel campo di Vittel in Francia. Nel marzo 1944 i tedeschi liquidarono quest'ultimo, uccidendo da 200 a 300 prigionieri, ma quelli che stavano in altri luoghi furono per lo più risparmiati. Uno dei documenti dell'archivio di Silberschein stima che poco prima della liberazione del sottocampo di Bergen-Belsen ci fossero oltre 1.100 titolari di passaporti. Silberschein scrisse anche di aver incontrato molti di loro durante la sua visita in Polonia nel maggio del 1946.
Nel dicembre 2019 all'istituto Pilecki di Varsavia è stato presentato l'elenco di 3.262 titolari di passaporti rilasciati dal gruppo Ładoś, ma, secondo le stime, dai 5.000 ai 7.000 nomi rimangono ancora sconosciuti. La ricerca fu condotta dal team guidato da Jakub Kumoch in Archivi di Arolsen, Yad Vashem e Archives of New Proceedings di Varsavia.

## Il gruppo Ładoś nella letteratura
La maggior parte degli studi attribuisce il merito di aver salvato gli ebrei ai singoli membri del gruppo. Ciò è dovuto alla segretezza dell'attività e alla mancanza di testimonianze complete scritte da qualunque dei suoi membri. Aleksander Ładoś abbozzò la descrizione dell'operazione di salvataggio nel suo terzo volume incompiuto di memorie, ma morì prima di completare il racconto. I diplomatici del gruppo, e cioè Ładoś, Rokicki, Kühl e Ryniewicz, furono menzionati nella lettera di ringraziamento di Agudat Yisrael dal gennaio 1945.
Nel 2015, Agnieszka Haska pubblicò un articolo sul salvataggio degli ebrei ad opera dei diplomatici polacchi a Berna. Nell'agosto 2017, Markus Blechner, console onorario della Polonia a Zurigo, insieme ai giornalisti Zbigniew Parafianowicz e Michał Potocki descrisse lo schema, riconoscendo il contributo di tutti i membri del gruppo alla sopravvivenza dei titolari dei passaporti. La questione dei passaporti latinoamericani fu oggetto di una poesia di Władysław Szlengel, poeta ebreo polacco, autore della poesia "Passports", scritta nel ghetto di Varsavia.

## L'Archivio Eiss
Una serie di documenti relativi al gruppo Ładoś furono acquisiti dal Ministero della Cultura polacco, con l'assistenza del console onorario Markus Blechner, da un collezionista privato in Israele nel 2018: sono conosciuti come Archivio Eiss e, dopo essere stati esposti nell'ambasciata polacca in Svizzera nel gennaio 2019, furono trasferiti al Museo statale di Auschwitz-Birkenau in Polonia.

## Controversia con Yad Vashem
Nell'aprile 2019 Yad Vashem concesse il titolo di giusto tra le nazioni a Konstanty Rokicki ed espresse "apprezzamento" per l'operato di Aleksander Ładoś e Stefan Ryniewicz, sostenendo che Rokicki era a capo del gruppo Ładoś. Il documento definiva erroneamente Ładoś e Ryniewicz "consoli". La decisione suscitò l'indignazione e la frustrazione tra le famiglie dei due diplomatici, nel frattempo deceduti, e tra i sopravvissuti. Trentuno di loro firmarono una lettera aperta indirizzata a Yad Vashem. Il cugino di Rokicki si rifiutò di accettare la medaglia fino a quando anche gli altri due non furono riconosciuti come giusti tra le nazioni. L'ambasciatore polacco in Svizzera Jakub Kumoch, che contribuì alla scoperta di Rokicki, confutò anche l'interpretazione di Yad Vashem, precisando che Rokicki lavorò sotto Ładoś e Ryniewicz.

### Altre fonti
- Abracham Silberschein archives, Yad Vashem digital collection
- Swiss Federal Archives, Bern, E 2809/1/3, E 4800 (A) 1967/111/328, B.23.22.Parag-OV – dossier Hügli, C 16/2032 – dossier Silberschein, dossier A. Bauer
- Unfinished memoirs by Aleksander Ładoś , IX.1.2.19, Military Historical Bureau, Warsaw, Poland
- Documents regarding Aleksander Ładoś. The State Archive in Poland – Archiwum Akt Nowych [access 14/3/2018]
- (EN) Metcalfe Percy, New evidence of how Polish diplomats helped Jews survive Holocaust with fake passports, su Notes From Poland, 12 dicembre 2019. URL consultato il 12 dicembre 2019.